# Équipe du Canada de beach soccer
L'équipe du Canada de beach soccer est une sélection qui réunit les meilleurs joueurs canadiens dans cette discipline.

## Palmarès
| Compétitions mondiales | Compétitions continentales                                             |
| --- | ---------------------------------------------------------------------- |
| - Coupe du monde - Quart de finale en 1999 et 2006 - 1er tour en 1996 - BSWW Mundialito - 3e en 1997 - Coupe latine - 4e en 2003 | - Championnat CONCACAF - Finaliste en 2006 - Copa América - 3e en 1996 |

## Effectif
Effectif pour le Championnat CONCACAF 2008
| Poste | N° | Nom            |
| ----- | -- | -------------- |
| GK    | 1  | Gregory Bonar  |
| GK    | 12 | Paul Dhaliwal  |
| GK    | 22 | Jaswinder Gill |
| D     | 3  | Joe Di Buono   |
| M     | 9  | Chris Lemire   |
| M     | 11 | Kurt Bosch     |
| A     | 4  | Kyle Yamada    |
| A     | 6  | Jason Miniaci  |
| A     | 8  | Damir Jesic    |
| A     | 14 | Ian Diaz       |